# Мясницкая полицейская часть
Мясни́цкая полицейская часть (до 1797 года 5-я часть, позднее 3-я часть) — бывшая административно-территориальная единица в составе Москвы, существовавшая в 1782—1917 годах. Включала в себя восточную часть Белого города.

## История
5-я полицейская часть образована при административной реформе 1782 года, проведённой после принятия «Устава благочиния». До этого, начиная с 1720-х гг., восточная часть Белого города от Неглинной до Москвы-реки вместе с Кремлём и Китай-городом относилась к 1-й полицейской команде. В 1797 году была переименована в Мясницкую часть. Упразднена в 1917 году наряду с остальными частями, территория вошла в состав Городского района, упразднённого, в свою очередь, пятью годами позднее. В настоящее время территория относится к Мещанскому, Красносельскому, Басманному и Таганскому районам.

## Описание
Территория была ограничена: с севера и востока — Бульварным кольцом, с юга — рекой Москвой, с запада — стеной Китай-города и улицей Петровкой (позднее границами на этом участке были также Неглинный проезд и Рождественка). Согласно «Указателю Москвы» 1793 года, основными улицами части были Рождественская, Кузнецкая, Сретенская, Мясницкая, Покровская, Солянка и Яузская.
В середине XIX века состояла из 5 кварталов. 1-й квартал располагался у Кузнецкого моста и Рождественского монастыря, ограничивался Лубянкой и Сретенскими воротами. 2-й квартал — у Лубянской и Ильинской площадей, ограничивался Мясницкой улицей и Сретенскими воротами. 3-й квартал ограничивался Мясницкими воротами, Чистыми прудами и Маросейкой. 4-й квартал располагался от Ильинской и Варварской площадей до Покровских ворот. В 5-м квартале располагались Воспитательный дом, Мясницкий съезжий дом, он доходил до Покровских казарм и Яузских ворот.
После полицейской реформы 1881 года делилась на 3 участка (1-й, 2-й и 3-й Мясницкий). 1-й участок занимал сектор от Рождественки до Златоустинских, Армянского и Кривоколенного переулков, 2-й — до Солянского проезда, Большого Ивановского и Хохловского переулков, 3-й — до Москворецкой набережной.

## Население
- 1834—1840 годы — около 24900 человек в среднем (13700 мужчин, 11200 женщин)[4].
- 1871 год — 45733 человека, 25882 мужчины, 19851 женщин, 934 домовладения, 2796 квартир[5].
- 1881 год — 51995 человек. По участкам: 19788, 13937, 18270 человек[1].
- 1897 год — 54639 человек (31312 мужчины, 23327 женщин)[6].
- 1902 год — 55075 человек (30992 мужчины, 24083 женщины). По участкам: 19337, 14062, 21676 человек[7].
- 1912 год — 59156 человек (32085 мужчин, 27071 женщины), 363 домовладения, 6262 жилых квартиры[8].

## Административное здание

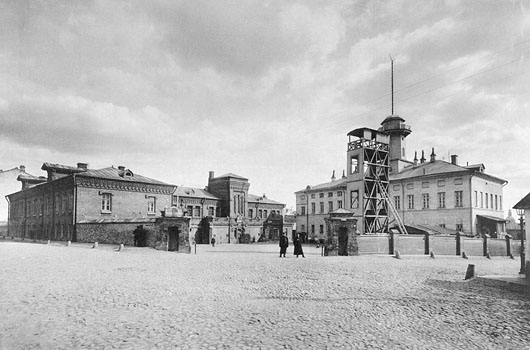
Мещанский полицейский дом. Фото из «Альбома зданий, принадлежащих Московскому Городскому Общественному Управлению» (1913)

Здания Мясницкой части, где располагались полицейская и пожарная команды, находились в бывшем владении Остермана на углу Малого Трёхсвятительского и Хитровского переулков, дом 8/1 (современный адрес главного дома: Хитровский переулок, дом 4, строение 10). Владения были выкуплены казной в 1818 году, вначале в бывшем главном доме размещался московский обер-полицмейстер, позднее разместился полицейский дом, была надстроена деревянная пожарная каланча и возведены дополнительные постройки. Помимо главного дома, сохранилось здание казармы и гаража для пожарных обозов, настроенное двумя этажами (Малый Трёхсвятительский пер., дом 8/2, строение 8).